# 福井達真
福井 達真（ふくい たつまさ、1973年10月22日 - ）は、日本の美容師、写真家、書道家。京都府出身。美容室「PEEK-A-BOO」のアートディレクター、銀座並木通り店の代表。1994年にル・トーア東亜美容専門学校を卒業後、PEEK-A-BOOに入社。サロンワークを軸に、撮影、セミナー、教育、プロダクト開発など幅広く活動しており、現在はPEEK-A-BOO全店舗のビジュアル統括クリエイティブ・ディレクターも務めている。

## 経歴
1994年にル・トーア東亜美容専門学校を卒業後、PEEK-A-BOOに入社。以降、原宿店・銀座店を中心にサロンワークを重ね、1998年にスタイリスト、2000年にトップスタイリストへ昇格。2002年にはサロンディレクターに就任し原宿店店長を務めた。2006年にはm2店（現・原宿店）へ異動し、2008年からはGINZA PEEK-A-BOOに所属。2014年にアートディレクター、2015年より銀座並木通り店代表に就任。2020年からはPEEK-A-BOO全店舗のビジュアル統括クリエイティブディレクターとして、ブランドの世界観と技術表現の発信を担っている。

## 活動
美容師としては、ベーシックなカット技術を基盤とし、骨格補正やフォルムバランスに配慮したヘアデザインを得意とする。グラデーションボブやレイヤーショートなど、構造的でありながら柔らかな質感を持つスタイルを多く手がけている。サロンワークでは、顧客の希望や個性に合わせた提案や施術を行い、基礎技術の継続的重要性にも重きを置き、日々カット技術の研鑽を続けている。
また、PEEK-A-BOO ACADEMYやWEB ACADEMYの設立・運営を通じて後進の育成にも積極的に取り組んでいるほか、全国各地でのセミナー、ヘアショー、フォトワーク、業界誌への寄稿など幅広い活動を通して、美容技術の継承と美容師の社会的価値向上に貢献している。
写真家としては、ライカ機材を用いた「IN BOX ART」シリーズを主宰しており、90cm四方の白い箱を用いて同一のライティング・構図で被写体を変えた作品を制作。2025年にはライカGINZA SIXで自身初の個展を開催。その後大阪心斎橋大丸、福岡岩田屋、名古屋松坂屋のライカストアで巡回。
書道にも長年取り組み、感情の視覚的表現の一つとして位置づけている。その他、サーフィン、ゴルフ、多肉植物の育成などの趣味がある。

## 受賞歴

### Japan Hairdressing Awards[8]
- 2003年 新人賞部門 最終ノミネート
- 2004年 最優秀新人賞 受賞
- 2006年・2011年・2015年・2018年・2019年 大賞部門 最終ノミネート

### KAMI CHARISMA AWARD[9]
- 2020年　1つ星受賞
- 2021年　1つ星受賞
- 2022　1つ星受賞
- 2023　2つ星受賞
- 2024　2つ星受賞
- 2025　2つ星受賞

## 審査員
- id 2024[10]
- SHINBIYO主催「リアルデザインフォトコンテスト」審査員[11]
- M-ROAD GRANDPRIX　美容選手権[12]
- UNITED DANKS CONTEST11[13]
- DESIGNERS FES 2023[14]
- DREAM PLUS 2021[15]
- MILBON DA[16]

## メディア掲載
- 月刊BOB
- HAIR MODE（ヘアモード社）
- SHINBIYO
- SNIP STYLE
- PREPPY（プレッピー）
- リクエストQJ（Request QJ）

## 著書
- 『売れるカットの絶対ベーシック』 女性モード社 ISBN 4906941966
- 『カットの失敗まるっと解決』 女性モード社 ISBN 4902016486
- 『11のグラボブをつくりわけるパネルコントロール』 女性モード社 ISBN 4906941230
- 『IN BOX ART』写真集